# Residência Dino Bueno
A Residência Dino Bueno está localizada no Bairro Campos Elísios na cidade de São Paulo. Foi construído no final do século XIX e pertenceu à família do governador e senador Antônio Dino da Costa Bueno até 1933. A antiga casa também é chamada de Casarão Porto Seguro, por pertencer atualmente a empresa, utilizando-a como espaço de reuniões e eventos.
O imóvel está tombado pelo Conselho de Defesa do Patrimônio Histórico (Condephaat) (Resolução 15, de 16/3/88), e pelo Conselho Municipal de Preservação do Patrimônio Histórico (CONPRESP), (Resolução 05, de 05/04/1991).

## Histórico
Construída em 1895, seu projeto é de autoria desconhecida, a construção encontra-se implantada acima do nível da rua em decorrência da irregularidade topografia do bairro. Tanto a casa como a construção vizinha pertenceram a Dino Bueno até meados da década de 1930, ambos possuem arquitetura eclética.
De 1930 até o início dos anos 1970, passou a abrigar uma pensão católica, chamada Pensionato Auxilium. Em 1975, a empresa Porto Seguro inaugura sua nova sede na Avenida Rio Branco e também adquire a residência, que fica praticamente ao lado do prédio empresarial.
O imóvel passou por um processo de restauração entre 1991 e 1993 ficando a cargo das empresas Israel Sancovski Arquitetos Associados SCL e a construtora Hochtief do Brasil S/A. Durante as obras, a pedido da Porto Seguro, foram interligados o antigo casarão à sede da empresa.

## Arquitetura
A edificação apresenta dois andares e um porão habitável, além da casa principal, existe uma edificação anexa construída por Dino Bueno para a moradia dos empregados. O interior ainda conserva a compartimentação da primitiva planta, articulada irregularmente, além de elementos originais como esquadrias, forros, batentes, vidros e azulejos hidráulicos. Em todos os cômodos, pinturas decoram as paredes. Ainda existem objetos pertencentes ao antigo proprietário como um conjunto de móveis no salão principal e tapetes persas. Quanto às suas elevações externas, apresentam movimento provocado pela disposição de corpos salientes e reentrantes. Parte do terreno da antiga propriedade deu lugar a um alto edifício contemporâneo, tendo sido mantido o amplo jardim.